# 比氏黏盲鰻
比氏黏盲鳗，为盲鳗科黏盲鳗属的鱼类。分布於東南太平洋的智利外海海域，棲息深度在水深8至50公尺，體長可達55公分，沒有交配器官，性腺位於腹膜腔內。卵巢位於性腺的前部，睾丸位於性腺的後部。如果性腺的顱部發育，則動物成為雌性；如果性腺的尾部發生分化，則動物成為雄性。如果沒有發展，那麼動物就會變得不育，如果前部和後部都發育，則該動物成為功能性雌雄同體。 然而，雌雄同體被認為是功能性的需要通過更多的生殖研究來驗證。